# 洛萨塔尔
洛萨塔尔（德語：Lossatal，意为“洛萨河谷”）是德国萨克森州的市镇，隶属于莱比锡县。总面积为110.81平方千米，截至2023年12月31日总人口为6,132人。